# Triepeolus michiganensis
Triepeolus michiganensis là một loài Hymenoptera trong họ Apidae. Loài này được Mitchell mô tả khoa học năm 1962.